# Misa Eguchi
Misa Eguchi (Japans: 江口　実沙, Eguchi Misa) (Ogori, 18 april 1992) is een tennisspeelster uit Japan. Zij begon met tennis toen zij acht jaar oud was. Haar favoriete ondergrond is hardcourt. Zij speelt rechtshandig en heeft een tweehandige backhand. Zij is actief in het proftennis sinds 2011.

## Loopbaan

### Enkelspel
Eguchi debuteerde in 2007 op het ITF-toernooi van Fukuoka (Japan). Zij stond in 2011 voor het eerst in een finale, op het ITF-toernooi van Bangkok (Thailand) – hier veroverde zij haar eerste titel, door de Chinese Lu Jiajing te verslaan. Tot op heden(september 2016) won zij zes ITF-titels, de meest recente in 2015 in Bendigo (Australië).
In 2014 kwalificeerde Eguchi zich voor het eerst voor een WTA-hoofdtoernooi, op het toernooi van Bakoe. Zij bereikte er de kwartfinale. Zij stond in 2016 voor het eerst in een WTA-finale, op het toernooi van Dalian – in de beslissende set tegen de Tsjechische Kristýna Plíšková moest Eguchi de strijd staken wegens een blessure.
Haar hoogste positie op de WTA-ranglijst is de 109e plaats, die zij bereikte in september 2016.

### Dubbelspel
Eguchi is in het dubbelspel minder actief dan in het enkelspel. Zij debuteerde in 2008 op het ITF-toernooi van Nagano (Japan) samen met landgenote Chihiro Takayama. Zij stond in 2011 voor het eerst in een finale, op het ITF-toernooi van Pattaya (Thailand), samen met landgenote Akiko Omae – zij verloren van het Chinese duo Liang Chen en Zhao Yijing. In 2013 veroverde Eguchi haar eerste titel, op het ITF-toernooi van Sydney (Australië), samen met landgenote Mari Tanaka, door het duo Tamara Čurović en Wang Yafan te verslaan. Tot op heden(september 2016) won zij vijf ITF-titels, de meest recente in 2015 in Canberra (Australië).
In 2012 speelde Eguchi voor het eerst op een WTA-hoofdtoernooi, op het toernooi van Osaka, samen met landgenote Junri Namigata. Zij stond in 2014 voor het eerst in een WTA-finale, op het toernooi van Suzhou, samen met landgenote Eri Hozumi – zij verloren van het Taiwanese koppel Chan Chin-wei en Chuang Chia-jung.
Haar hoogste positie op de WTA-ranglijst is de 185e plaats, die zij bereikte in november 2014.

## Posities op deWTA-ranglijst
Positie per einde seizoen:
| jaar | ranking enkelspel | ranking dubbelspel |
| ---- | ----------------- | ------------------ |
| 2008 | 968               | 1008               |
| 2009 | 771               | 796                |
| 2010 | 679               | 946                |
| 2011 | 232               | 533                |
| 2012 | 302               | 233                |
| 2013 | 289               | 252                |
| 2014 | 130               | 190                |
| 2015 | 181               | 228                |

## Palmares
| Legenda                 |
| ----------------------- |
| Grandslamtoernooi       |
| Olympische Spelen       |
| Year-End Championships  |
| Premier Mandatory       |
| Premier Five / WTA 1000 |
| Premier / WTA 500       |
| International / WTA 250 |
| Challenger / WTA 125    |

### WTA-finaleplaatsen enkelspel
| nr.              | finale     | toernooi   | ondergrond | tegenstandster    | score               |         |
| ---------------- | ---------- | ---------- | ---------- | ----------------- | ------------------- | ------- |
| gewonnen finales |            |            |            |                   |                     |         |
| geen             |            |            |            |                   |                     |         |
| verloren finales |            |            |            |                   |                     |         |
| 1.               | 2016-09-11 | WTA Dalian | hardcourt  | Kristýna Plíšková | 5-7, 6-4, 5-2, opg. | details |

### WTA-finaleplaatsen vrouwendubbelspel
| nr.              | finale     | toernooi   | ondergrond | partner    | tegenstandsters                | score            |         |
| ---------------- | ---------- | ---------- | ---------- | ---------- | ------------------------------ | ---------------- | ------- |
| gewonnen finales |            |            |            |            |                                |                  |         |
| geen             |            |            |            |            |                                |                  |         |
| verloren finales |            |            |            |            |                                |                  |         |
| 1.               | 2014-09-06 | WTA Suzhou | hardcourt  | Eri Hozumi | Chan Chin-wei Chuang Chia-jung | 1-6, 6-3, [7-10] | details |